# 涅羅夫尼涅
51°29′53″N 33°23′40″E / 51.49806°N 33.39444°E
內羅夫尼內（烏克蘭語：Неровнине）是位於烏克蘭東北部的村莊，由蘇梅州科諾托普區的克羅萊韋茨市鎮負責管轄。該村距離克羅列韋茨3公里，海拔高度196米，2001年人口37。